# Musicalische Academie von 1812 zu Burscheid
Die Musicalische Academie von 1812 zu Burscheid ist Deutschlands ältestes Laienorchester.

## Geschichte
1812 gründete Jakob Salentin von Zuccalmaglio eine Gesellschaft, die „Unterhaltung und Ausbildung in der Tonkunst einzig zum Zweck hat“. Zuccalmaglio war Notar und arbeitete als maire (Bürgermeister) in Schlebusch (heute ein Stadtteil Leverkusens). Er spielte Cello und Geige. Die Mitglieder des Orchesters waren gebildete Bürger, die aus Freude an der Musik musizierten.
Die Gründung des Orchesters gilt als ein Zeichen dafür, dass sich die Stellung der Musik im Leben der Menschen verändert hatte. Bis zur französischen Revolution 1789 war Musik fast nur in den Kirchen und an den Höfen, bzw. den großen Adelshäusern zu hören gewesen. Das seither erstarkte und selbstbewusste Bürgertum nahm nun lebhaft am kulturellen Leben Anteil und beeinflusste es zunehmend.
Auch in Burscheid, einer kleinen Stadt im Bergischen Land, wurde ein Laienorchester gegründet, das Konzerte gab und bald ein fester Bestandteil des städtischen Lebens wurde. Der Dirigent und einzelne Mitglieder gaben Unterricht an den Instrumenten. Einige der Dirigenten komponierten selbst, am bekanntesten wurde Ewald Strässer (1867–1933).
Die prominentesten Zuhörer der Musicalischen Academie waren der preußische König Friedrich Wilhelm IV. (1847), der Komponist Max Bruch (1878), Bundespräsident Theodor Heuss (1950) und Bundespräsident a. D. Walter Scheel (1990).
Nach 1945 widmete sich der Verein verstärkt der Förderung des Nachwuchses; Jugendliche wurden kostenlos unterrichtet und ein Jugendstreichorchester gegründet. Ein ortsansässiges Blasorchester ging vergleichbar vor. Das führte 1972 zur Gründung der Musikschule Burscheid. Heute werden dort ca. 650 Schüler an vielen Instrumenten ausgebildet.
Besonderen Aufschwung erlebte die Musicalische Academie seit den 1980er Jahren. Das 175-jährige Jubiläum (1987) wurde mit Vorträgen, Konzerten und einem Festakt begangen. Ein Höhepunkt war die Uraufführung der Katanabasis von Henning Frederichs, dem Kölner Lehrstuhlinhaber für evangelische Kirchenmusik.
Im Jahre 2012 feierte die Musicalische Academie unter der Schirmherrschaft der damaligen Ministerpräsidentin des Landes Nordrhein-Westfalen, Hannelore Kraft, ihr 200. Jubiläum mit zwei Festkonzerten. Für die Jubiläumsveranstaltung am 23. Juni 2012 wählte die Musicalische Academie einen besonders festlichen Raum – den Altenberger Dom. Mit dem Geiger Kirill Troussov hat das Orchester für dieses Jubiläumskonzert einen weltweit erfolgreichen Violin-Star gewonnen. Troussov spielte auf der Stradivari „The Brodsky“ das Violinkonzert D-Dur op. 61 von Ludwig van Beethoven. Mit Georg Friedrich Händels Orgelkonzert F-Dur erklang auch die „Königin der Instrumente“: An der Klais-Orgel saß Kirchenmusikdirektor Andreas Meisner. Ebenfalls zur Aufführung kam die Auftragskomposition „Ad fontes“ („Zu den Quellen“) des international renommierten Komponisten Wilfried Maria Danner. Am 2. Dezember 2012 fand dann im Haus der Kunst in Burscheid eine halbszenische Aufführung der beliebten Oper „Die Entführung aus dem Serail“ von Wolfgang Amadeus Mozart statt.
Beide Konzerte wurden geleitet von Wolfgang Georg.

## Gegenwart
Dem Orchester gehören heute ca. 40 Mitglieder aller Altersklassen und Berufe an. Geeignete Werke sinfonischer Musik und Solokonzerte aus der Zeit des Barock, der Klassik, der Romantik und der Moderne werden erarbeitet und aufgeführt. Für den Solopart der Solokonzerte verpflichtet die Academie junge, aufstrebende Berufsmusiker.
Von 1995 bis 2019 war Wolfgang Georg Dirigent und musikalischer Leiter. Nach David Boakye-Ansah (2019 – 2020) übernahm Nicolai Dembowski 2021 die Leitung des Orchesters.
Die Academie ist ein eingetragener, gemeinnütziger Verein und Mitglied des Bundesverband Deutscher Liebhaberorchester (BDLO).